# Dutch Windmills
Dutch Windmills was een Nederlandse professionele basketbalclub, gevestigd in Dordrecht (provincie Zuid-Holland) en opgericht in 2017. De club speelde in het seizoen 2018/19 in de Dutch Basketball League. Op 10 april 2019 werd de club wegens financieel wanbeleid uit de competitie genomen. 
De club speelde haar wedstrijden in de Sportboulevard Dordrecht, die plaats biedt aan 1100 toeschouwers.
Dutch Windmills werkte nauw samen met verschillende partijen, zoals DBV Rowic, een basketbalclub die ook uit Dordrecht komt, maar er was ook een nauwe samenwerking met Dordt College uit Iowa, Verenigde Staten.

## Geschiedenis
Op 14 September 2017 werd de oprichting van de Dutch Windmills bekendgemaakt, waarbij ook de intentie werd uitgesproken om toe te treden tot de Dutch Basketball League. Op 27 mei 2018 werd de toetreding tot de Dutch Basketball League van Dutch Windmills officieel bekendgemaakt. Het doel was "om het profbasketbal terug te brengen in Dordrecht", waarmee gedoeld werd op het vroegere Frisol/Rowic, dat in de jaren 70 en 80 op het hoogste niveau in Nederland speelde. Op 6 juli maakte de club bekend dat ex-NBA-speler Geert Hammink de nieuwe hoofdcoach zou gaan worden.
Bij de oprichting van de club was het doel om in drie jaar tijd in de top van Nederland mee te doen en op langere termijn ook Europees te gaan spelen.
Het concept draaide om een combinatie van business en basketbal en er was een investeerder die voor een goede financiële basis zorgde. Naar verluidt gingen de Windmills werken met een budget van zo’n 450.000 euro.
In het eerste seizoen haalde Dutch Windmills de halve finale van de NBB-Beker, waarin werd verloren van Landstede Zwolle. De club leek zich gemakkelijk voor de play-offs te gaan plaatsen, maar door een faillissement werd het team uit de competitie gehaald, waardoor het eredivisieavontuur al eindigde voordat het eerste seizoen kon worden afgemaakt.

## Resultaten
| Seizoen | Niv. | Comp. | Pos. | Playoffs | NBB beker    | Europese competities |
| ------- | ---- | ----- | ---- | -------- | ------------ | -------------------- |
| 2018–19 | 1    | DBL   | 10e  | -        | Halve finale | –                    |

## Overzichtslijsten

### Coaches
| Geert Hammink | 2018–2019 |

### Bekende (oud-)spelers
Spelers die een lange tijd voor de club speelden, individuele prijzen wonnen of succesvol waren in de rest van hun carrière zijn hierin opgenomen.
| - Jito Kok (1 seizoen: 2018–19) - Floris Versteegh (1 seizoen: 2018–19) |